# Sjøområdet

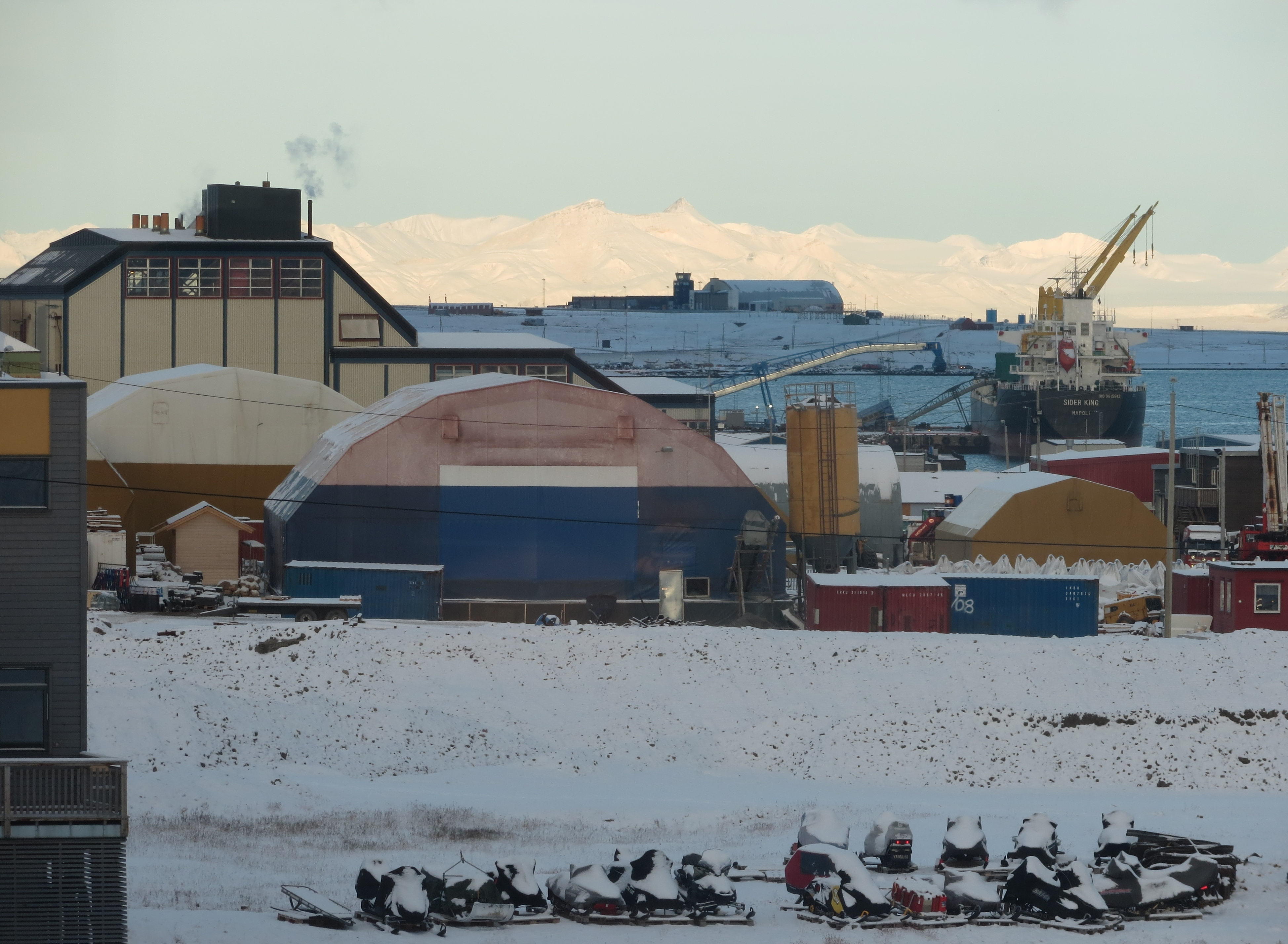
Sjøområdet sett från sydost, med det italienska kolskeppet Sider King som lastar kol.

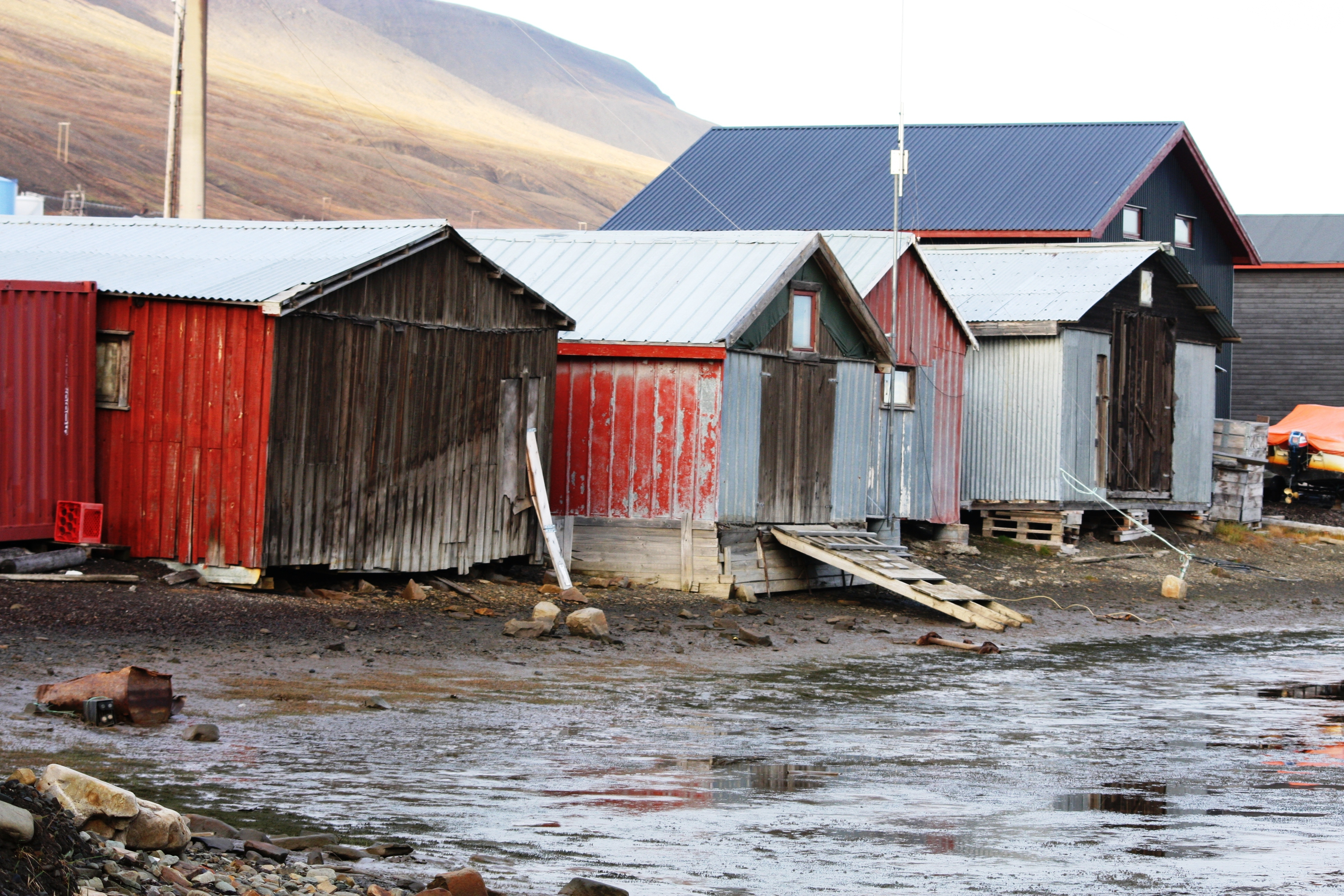
Sjøområdet nära mynningen av Longyearälven, där fina sediment och låg salthalt gynnar bentiska tidvattenarter.

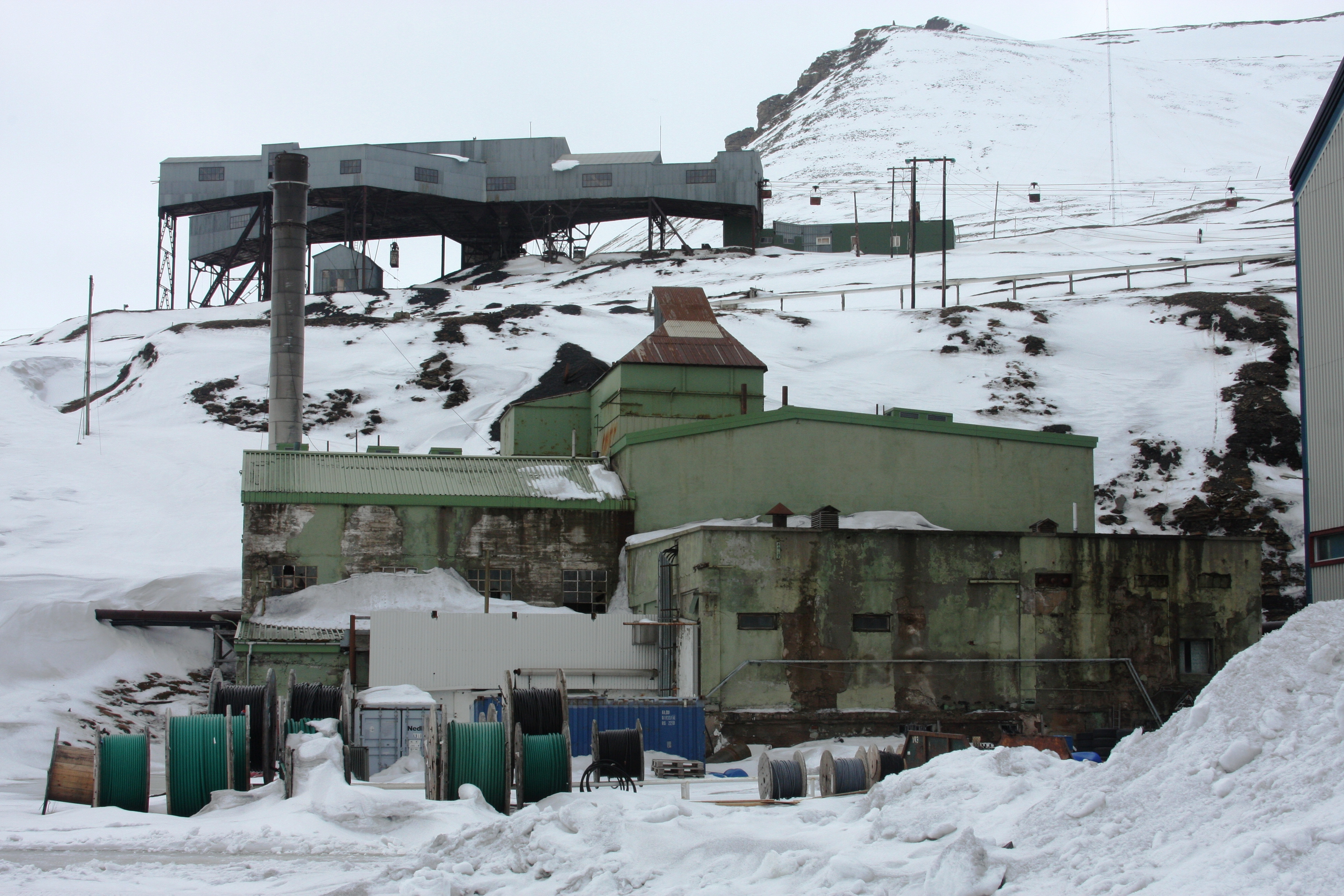
Det tidigare kolkraftverket

Sjøområdet är det äldsta hamnområdet i Longyearbyen och ligger i området mellom Universitetscentret på Svalbard och Longyear Energiverk på ömse sidor av Longyearälvens mynning i Adventfjorden. Sjøområdet är en exporthamn för kol från Longyearbyen. Längre österut mynnar Adventälven i fjorden och gör vattnet i Sjøområdet ganska bräckt. I väster finns en kaj anlagd och i öster är det en tidvattenzon med mycket bentiskt liv och många vadarfåglar.
I Sjøområdet utlastades det första kolet från Gruve 1 omkring och strax efter första världskriget. Gammelkaia var ursprungligen en 180 meter lång pir med rälsbana från en plats nedanför Gruve 1, där nu Svalbards kyrka står, för utlastning av kol för export. Vattnet öster om Gammelkaia fylldes ut 1977, och 1994 byggdes en ny kajanläggning för att ta emot bland annat stora kryssningsfartyg.  
I Sjøområdet fanns också tidigt bland annat en mekanisk verkstad för gruvan. Där byggdes också bostäder för dem som arbetade där. Idag används Sjøområdet i väster 
bland annat som fast kajplats för Sysselmannens beredskapsfartyg M/S Polarsyssel. Det lastas fortfarande ut kol därifrån. Delen i öster används för sjöbodar och fritidsbåtar. Det finns också marint orienterad industriell och handelsverksamhet där.
Tankanläggningarna och sjöbodarna från mellan- och efterkrigstiden har bevarats.
I nyare tid har det funnits en fast mätstation i havet utanför Sjøområdet för marinbiologisk och oceanografisk forskning.

## Fotogalleri

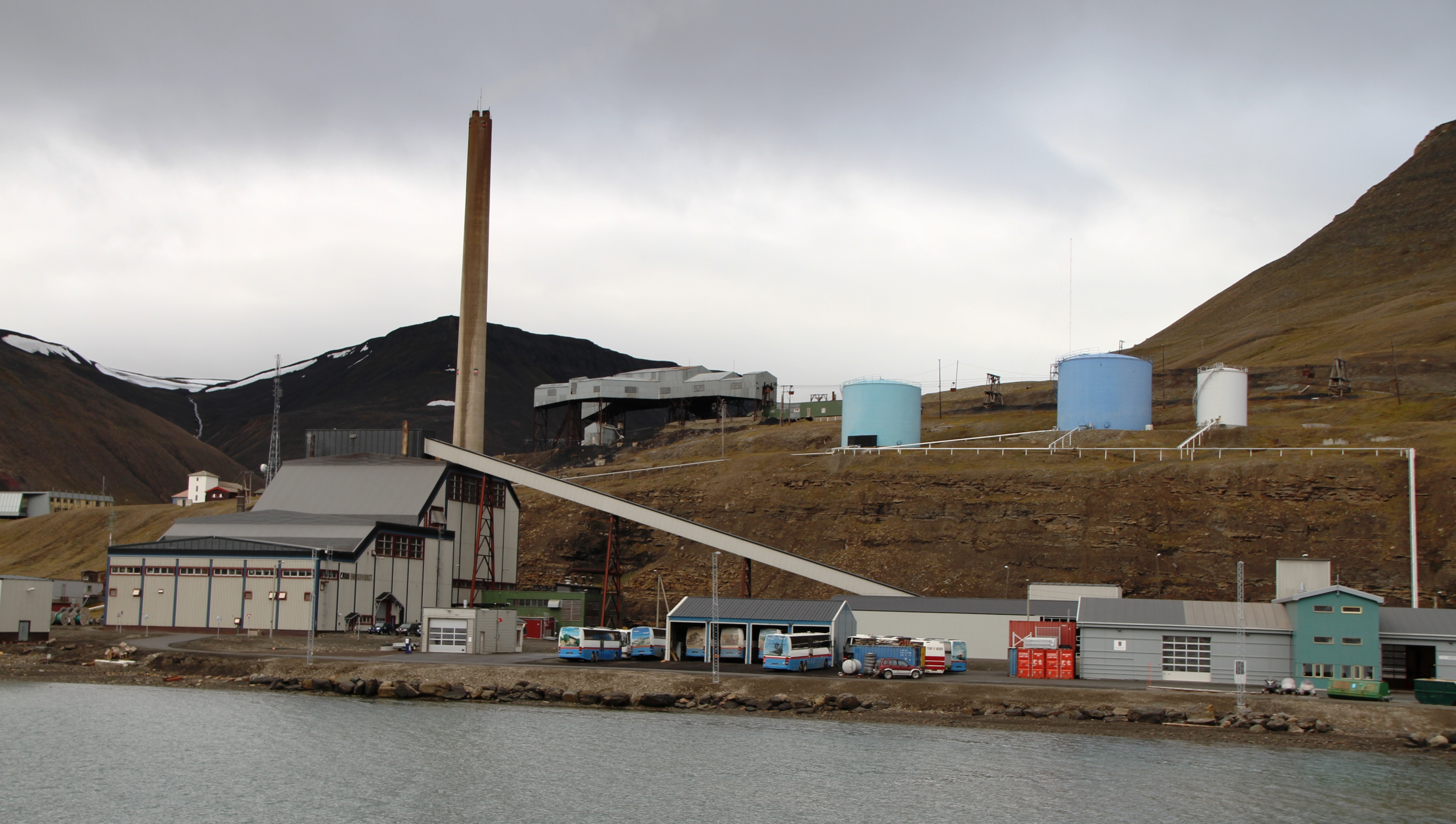
Longyear Energiverk och ovanför Skjæringa. Administrationsbyggnaden för Sysselmannen på Svalbard och Sysselmannsgården på Skjæringa syns i övre delen av bilden till vänster.